# Pogonomyrmex uruguayensis
Pogonomyrmex uruguayensis är en myrart som beskrevs av Mayr 1887. Pogonomyrmex uruguayensis ingår i släktet Pogonomyrmex och familjen myror. Inga underarter finns listade i Catalogue of Life.

## Bildgalleri

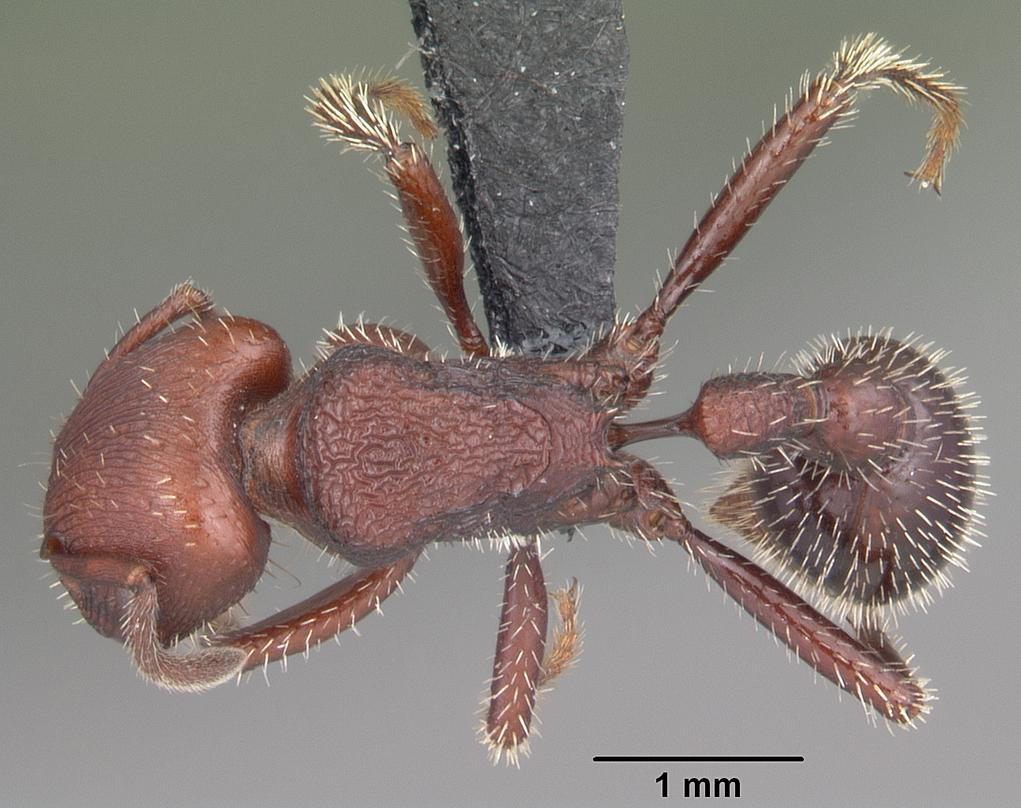
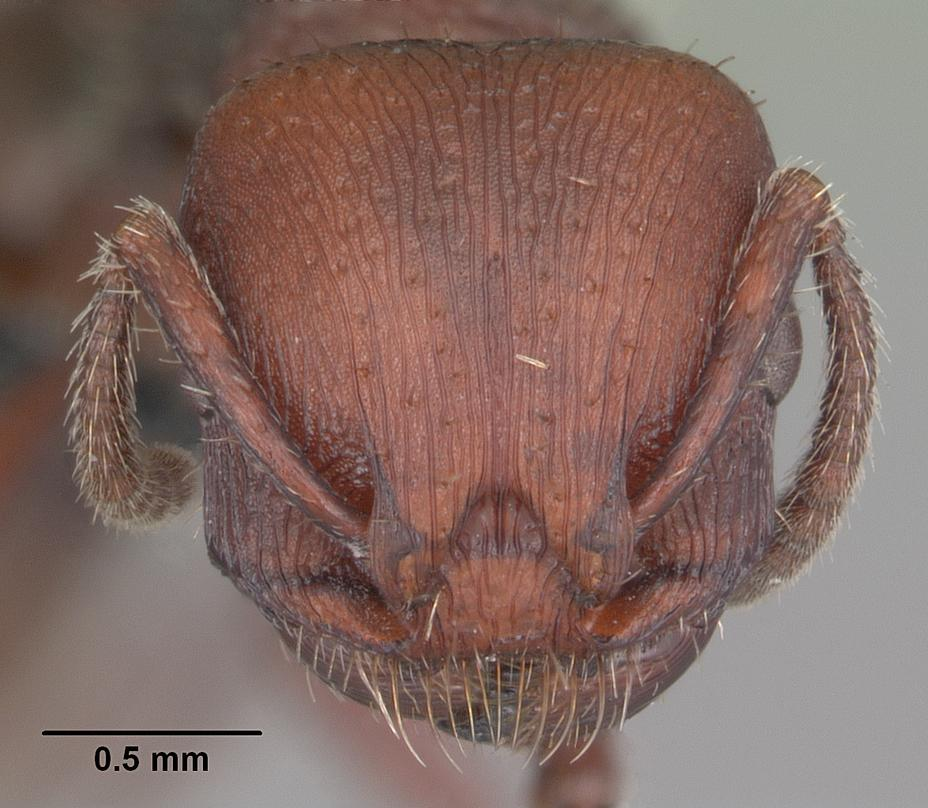
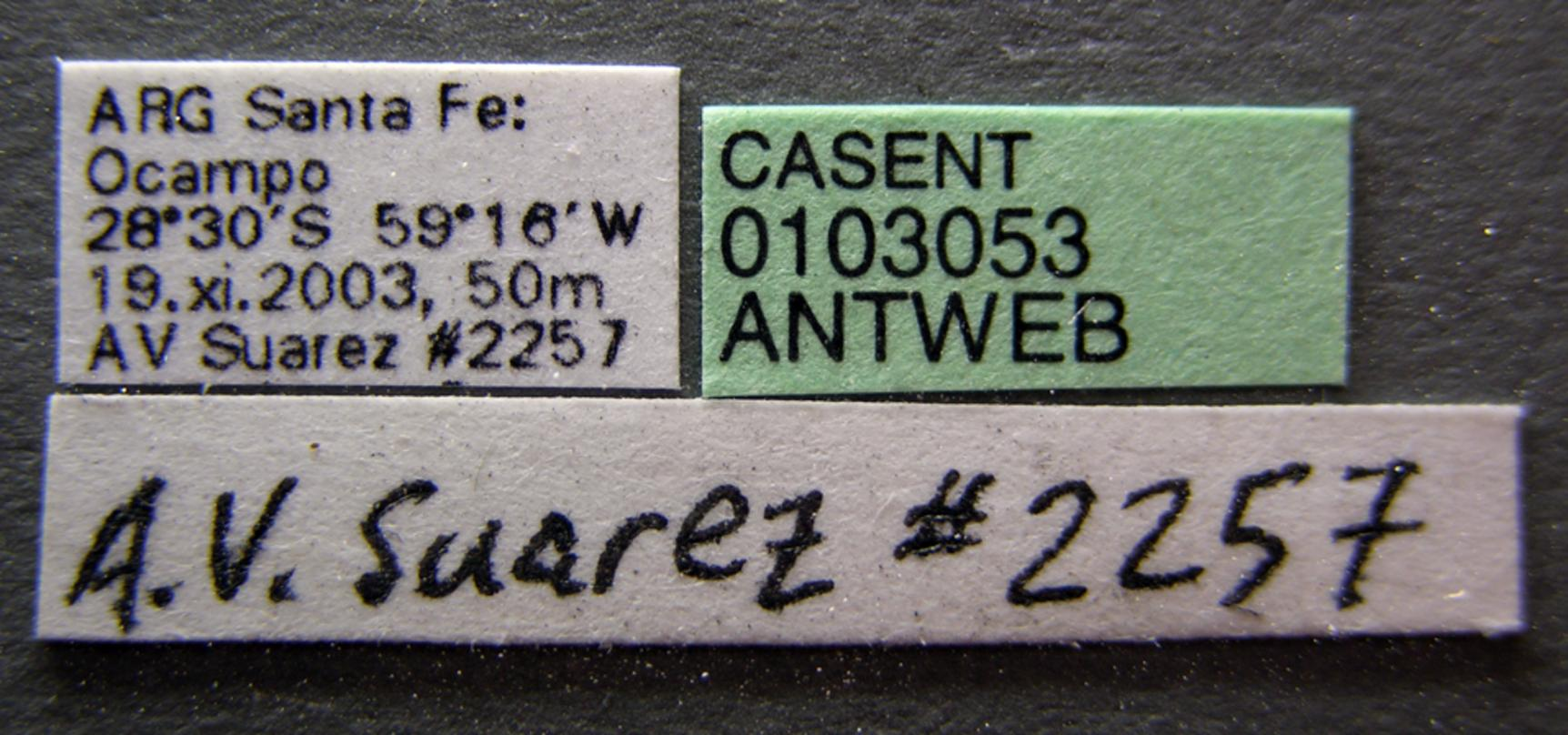
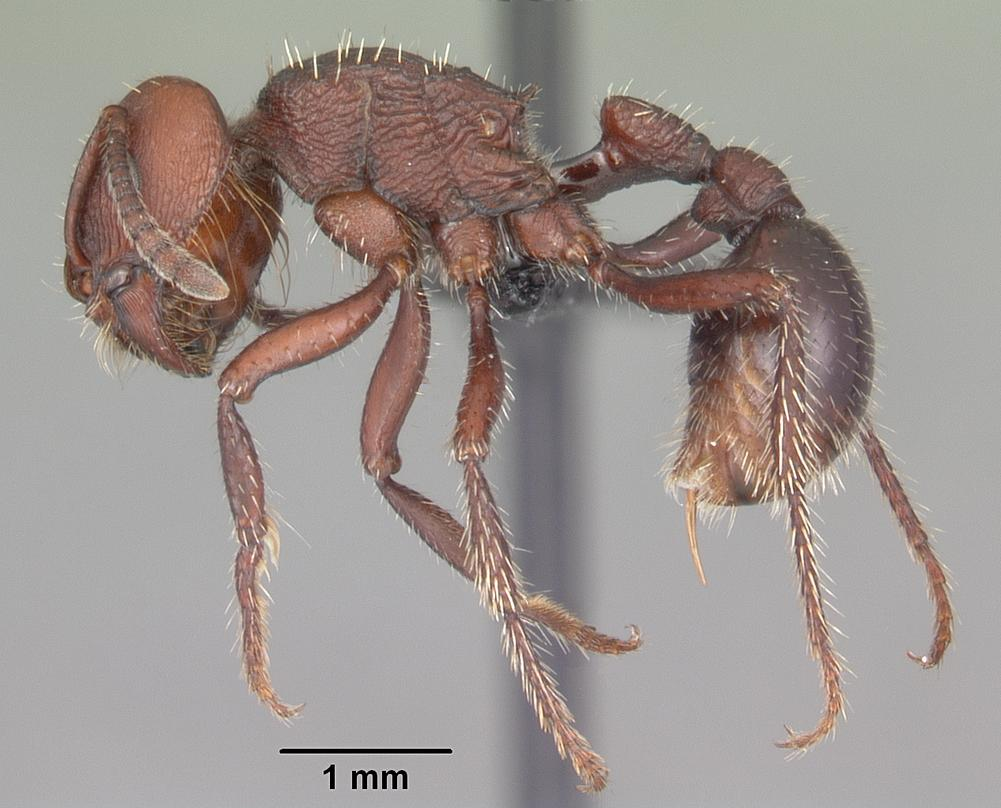
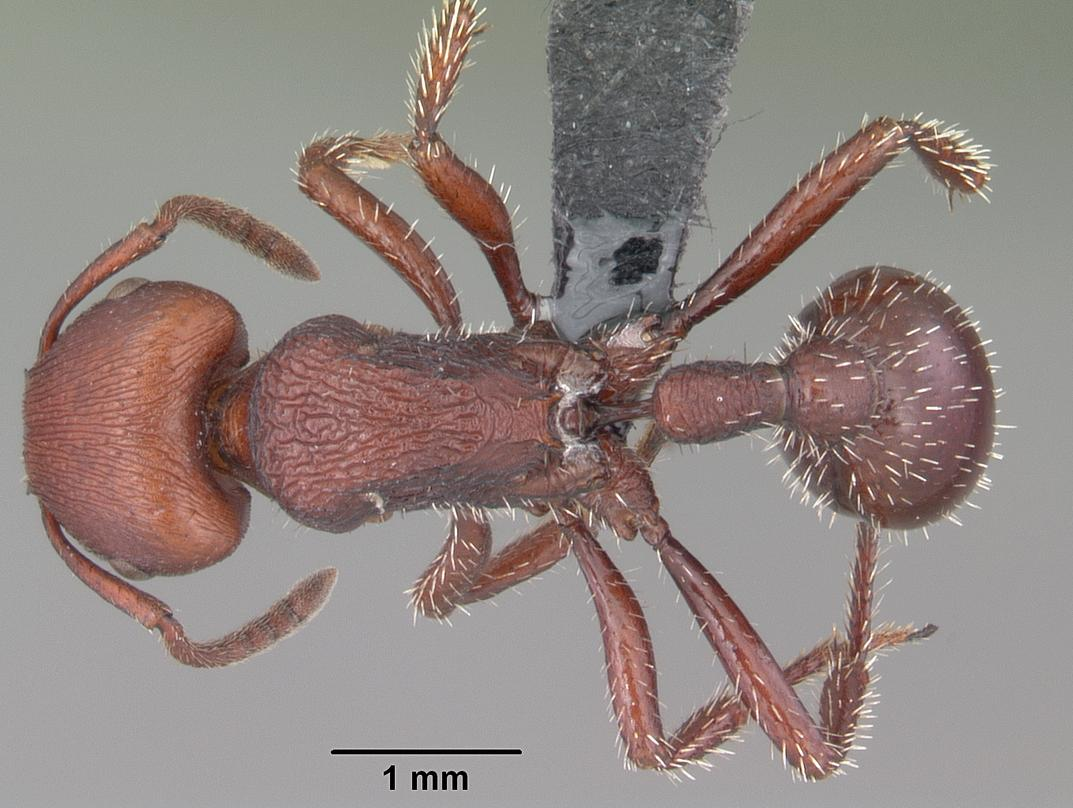
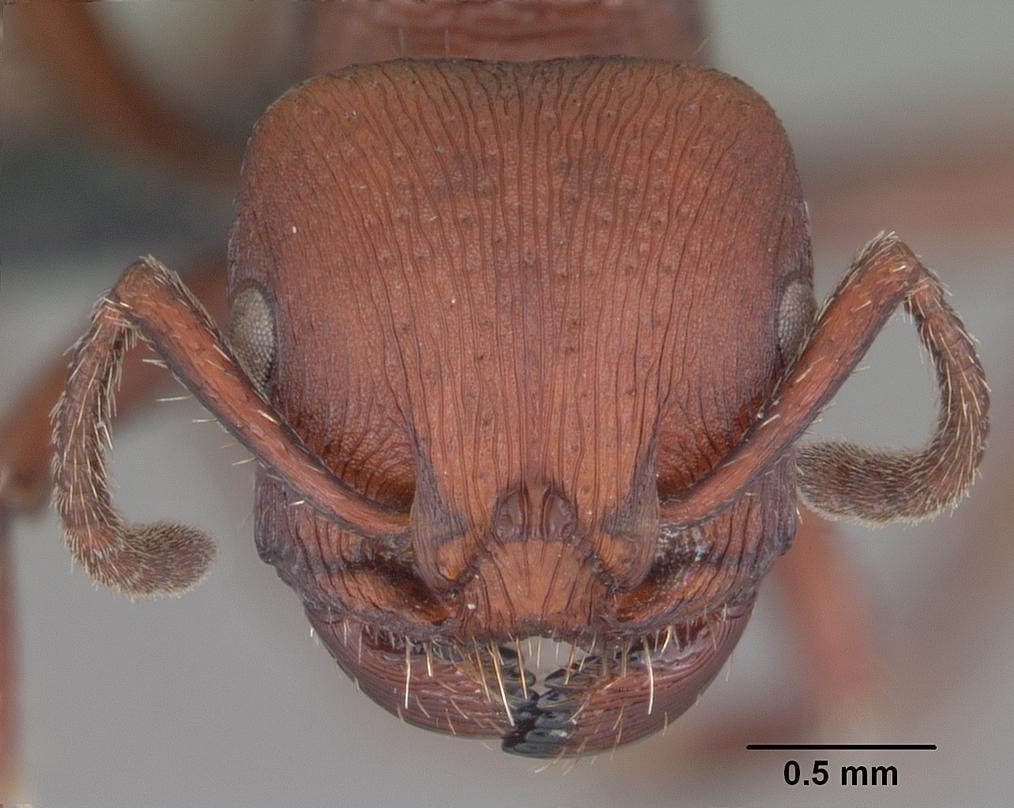